# الکساندر پوتبنجا
الکساندر پوتبنجا (روسی: Алекса́ндр Афана́сьевич Потебня́؛ ۲۲ سپتامبر ۱۸۳۵ – ۱۱ دسامبر ۱۸۹۱) دانشمند در زمینه زبان‌شناسی اهل امپراتوری روسیه بود. وی از دانش‌آموختگان دانشگاه خارکف است.